# Kumagai Koji
Kumagai Koji (sinh ngày 23 tháng 10 năm 1975) là một cầu thủ bóng đá người Nhật Bản.

## Giải vô địch bóng đá U-20 thế giới
Kumagai Koji được triệu tập vào đội tuyển U-20 Nhật Bản tham dự Giải vô địch bóng đá U-20 thế giới 1995.

## Thống kê sự nghiệp
| Câu lạc bộ  | Câu lạc bộ      | Câu lạc bộ  | Giải hạng nhất | Giải hạng nhất | Cúp           | Cúp           | League Cup   | League Cup   | Tổng   | Tổng      |
| Mùa giải    | Câu lạc bộ      | Hạng        | Ra sân         | Bàn thắng      | Ra sân        | Bàn thắng     | Ra sân       | Bàn thắng    | Ra sân | Bàn thắng |
| Nhật Bản    | Nhật Bản        | Nhật Bản    | League         | League         | Emperor's Cup | Emperor's Cup | J.League Cup | J.League Cup | Tổng   | Tổng      |
| ----------- | --------------- | ----------- | -------------- | -------------- | ------------- | ------------- | ------------ | ------------ | ------ | --------- |
| 1994        | Kashima Antlers | J1 League   | 11             | 0              | 0             | 0             | 0            | 0            | 11     | 0         |
| 1995        | Kashima Antlers | J1 League   | 6              | 1              | 0             | 0             | -            | -            | 6      | 1         |
| 1996        | Kashima Antlers | J1 League   | 9              | 1              | 0             | 0             | 4            | 0            | 13     | 1         |
| 1997        | Kashima Antlers | J1 League   | 5              | 0              | 1             | 0             | 5            | 0            | 11     | 0         |
| 1998        | Kashima Antlers | J1 League   | 4              | 2              | 0             | 0             | 0            | 0            | 4      | 2         |
| 1999        | Kashima Antlers | J1 League   | 10             | 3              | 2             | 0             | 3            | 1            | 15     | 4         |
| 2000        | Kashima Antlers | J1 League   | 24             | 1              | 4             | 1             | 6            | 0            | 34     | 2         |
| 2001        | Kashima Antlers | J1 League   | 20             | 0              | 2             | 0             | 5            | 0            | 27     | 0         |
| 2002        | Kashima Antlers | J1 League   | 19             | 2              | 0             | 0             | 8            | 0            | 27     | 2         |
| 2003        | Kashima Antlers | J1 League   | 1              | 0              | 0             | 0             | 1            | 0            | 2      | 0         |
| 2004        | Kashima Antlers | J1 League   | 7              | 0              | 0             | 0             | 0            | 0            | 7      | 0         |
| 2004        | Vegalta Sendai  | J2 League   | 13             | 0              | 2             | 0             | -            | -            | 15     | 0         |
| 2005        | Vegalta Sendai  | J2 League   | 27             | 0              | 1             | 0             | -            | -            | 28     | 0         |
| Career Tổng | Career Tổng     | Career Tổng | 156            | 10             | 12            | 1             | 32           | 1            | 200    | 12        |